# Heliamphora elongata
Heliamphora elongata är en flugtrumpetväxtart som beskrevs av Nerz. Heliamphora elongata ingår i släktet Heliamphora och familjen flugtrumpetväxter. Inga underarter finns listade i Catalogue of Life.